# Franklinville (New Jersey)
Franklinville est une census-designated place située dans le comté de Gloucester, dans l’État du New Jersey, aux États-Unis. Lors du recensement de 2020, elle compte 1 927 habitants.